# FK Poljoprivednik Krepšić
Fudbalski klub Poljoprivednik (FK Poljoprovednik; NK Poljoprivednik; Poljoprivednik Krepšić, Poljoprovednik) je bio nogometni klub iz Krepšića, Distrikt Brčko, Bosna i Hercegovina.

## O klubu
"Poljoprivednik" je osnovan 1967. godine. Klub se natjecao u raznim ligama. U sezoni 1980./81. je bio prvak "Općinske lige Brčko-Orašje", te se plasirao u "Posavsko-podmajevičku ligu" u kojoj je nastupao sljedećih sezona. 1990. godine vodstvo kluba je donijelo odluku o prestanku rada kluba. 
 
1992. godine izbija rat u BiH, koji je posebice intenzivan na području Brčkog i Bosanske Posavine. Kao posljedica rata, većinsko hrvatsko stanovništvo iseljava iz mjesta, koje se popunjava sa Srbima, te Krepšić dobiva srpsku većinu. 
 
Kao sljednik "Poljoprivednika", 1996. godine je osnovan klub FK "Obilić", koji se natječe u ligama Republike Srpske.

## Uspjesi
Općinska liga Brčko-Orašje
- prvak: 1980./81.

## Unutrašnje poveznice
- Krepšić

## Vanjske poveznice
- krepsic.com